# Мале Бересньово
Мале Бересньово (рос. Малое Береснёво) — село в Духовщинському районі Смоленської області Росії. Входить до складу Бересньовського сільського поселення.
Населення — 20 осіб (2007).

## Розташування
Розташоване в центральній частині області за 16 км на північний захід від міста Духовщина, за 100 м на схід від автодороги Р 136 Смоленськ-Нелідово. За 38 км на північ від села знаходиться залізнична станція Присельська на лінії Москва—Мінськ.

## Історія
Станом на 1885 рік у колишньому державному селі Пречистенської волості Духовщинського повіту Смоленської губернії мешкало 180 осіб, налічувалось 26 дворових господарства, існувала поштова станція.
У роки Німецько-радянської війни село окуповано гітлерівськими військами у липні 1941 року, звільнено у вересні 1943 року .